# Герб Біли Підляської
Герб Біли Підляської — у червоному полі в анфас срібна фігура святого Михаїла в обладунках, із золотим німбом і таким же мечем вістрям вгору у правиці а також з ручними терезами в лівиці, що стоїть на зеленому драконі. Дракон лежить на спині в оборонній позиції, має відкриту пащу, хвіст, що обмотаний навколо правої ноги святого Михаїла.

## Затвердження
11 вересня 1997 року міська рада ухвалила рішення про схвалення прийняття міської символіки на основі підготовленого Польським геральдичним товариством документального матеріалу. Громада запровадила певні зміни та доповнення до герба на прохання радників: німб (раніше його не було), лицарський обладунок Архангела (раніше була туніка), динамізація святого (раніше він був статичним).

## Історія гербової легенди
Місто завдячує гербом Міхайлу Казимиру Радзивіллу. 

 Легенда про герб: 
|  | Польський князь Лешек Чорний на чолі своїх загонів вирішив перемогти дикі племена, від яких страждало місцеве населення. Дуже важко було подолати «дракона ятвагів». Однієї ночі, коли змучений тривогою Лешек Чорний заснув, до нього з’явився оточений загоном ангелів архангел Михаїл. Ангели грали на золотих трубах і надзвичайно сяяли. Князь зізнався небесному лицарю, що боїться за перемогу. Тоді архангел Михаїл опоясав князя великим мечем із вогненним кінцем, запевнивши правителя, що він переможе з ним противників. І справді, багато ятвагів впало від мечів польських лицарів. Після переможного бою в Домброві, де з'явився вісник неба, князь наказав побудувати церкву. Храм не зберігся, але фігура Архангела Михаїла збереглася в гербі Біли Підляської. |